# 禧年
禧年（英語：Jubilee）是紀念特定事件的週年紀念日，通常是表示25週年、40週年、50週年、60週年和70週年。「禧年」一詞是源於聖經的猶太節日，現在經常用來表示君主統治的慶祝活動。在非裔美國人文化使用「禧年」，慶祝從奴隸制解放的慶祝活動。天主教會亦從1300年起，依循此猶太慶節開啟了自己的禧年慶祝傳統，最初為50年慶祝一次，1470年起改為25年慶祝一次至今，此外會依特別需求另定「特殊禧年」。

## 不同時期的禧年紀念日
- 银禧（Silver jubilee），25週年纪念
- 红宝石禧（Ruby jubilee），40週年纪念
- 金禧（Golden jubilee），50週年纪念
- 绿宝石禧（Emerald jubilee），55週年纪念
- 钻禧（Diamond jubilee），60週年纪念[註 1]
- 蓝宝石禧（Sapphire jubilee），65週年纪念
- 白金禧（Platinum jubilee），70週年纪念

## 另見
- 结婚纪念日

## 外部連結
- A history of jubilees （页面存档备份，存于） – The British Royal Family